# Tadao Kobayashi
Tadao Kobayashi (Kanagawa, 7. srpnja 1930.) japanski je nogometaš.

## Klupska karijera
Igrao je za Keio BRB.

## Reprezentativna karijera
Za japansku reprezentaciju igrao je 1956. godine. Odigrao je 3 utakmice.
S japanskom reprezentacijom Tadao Kobayashi je igrao na Olimpijskim igrama 1956.

## Statistika
| Japan  | Japan | Japan |
| Godina | Nast. | Gol.  |
| ------ | ----- | ----- |
| 1956.  | 3     | 0     |
| Ukupno | 3     | 0     |

## Vanjske poveznice
- National Football Teams
- Japan National Football Team Database